# Jimmy Urine

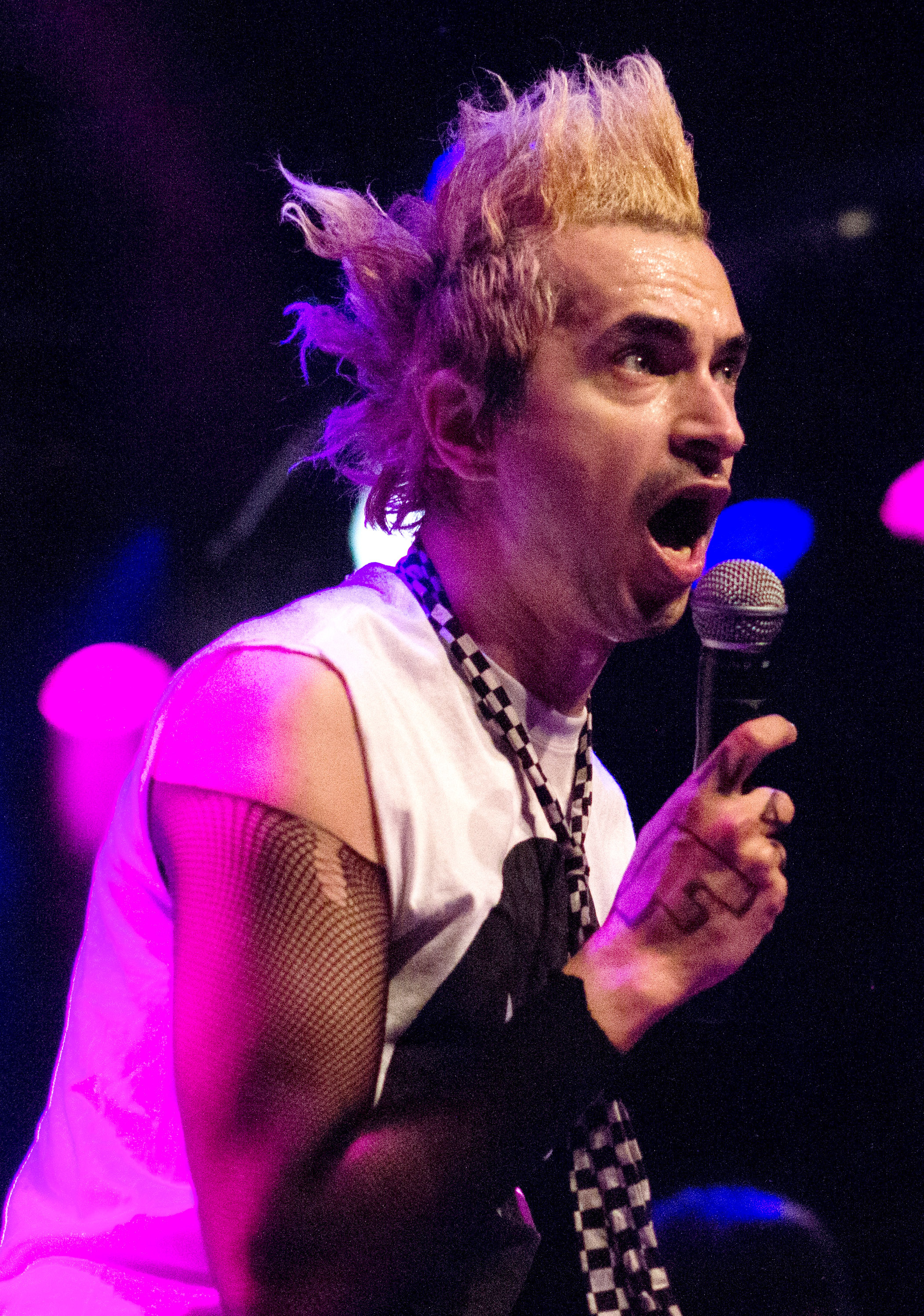

Jimmy Urine nome artístico de James Euringer (Nova York, 7 de setembro de 1969), é o vocalista da banda Mindless Self Indulgence. Ele cresceu com o seu irmão mais velho Markus J. Euringer. O primeiro álbum foi lançado por eles, que divergiam de MSI a maior parte dos trabalhos mais tarde, incidindo principalmente sobre uma música de estilo Industrial. Ele fez a maior parte deste álbum, exceto o guitarrista Steve Righ que fez uma música. Em uma entrevista com Shoutweb, ele alega ter sido detido em Detroit, acusados de estarem provocando fogo e queimado o cabelo do público durante uma tour com os Insane Clown Posse. Ele é casado com Chantal Claret, vocalista da banda Morningwood. Fez uma participação no clipe de SING da banda de rock My Chemical Romance e no clipe Best of Me da banda Morningwood.